# Morske ptice
Morske ptice jesu grupa velikog broja vrsta ptica prilagođenih životu u morskom ekosistemu. Gotovo tri četvrtine Zemljine površine prekriveno je morem. Okean je jednako bogat hranom kao i kopno, tako da ne iznenađuje da ptice daju prednost ovom izvoru hrane. Međutim, otvoreno more može biti negostoljubivo mesto za ptice, a postoji samo nekoliko bezbednih mesta za gnežđenje. Da bi mogle da prežive i da bi mogle da se gnezde, morske ptice moraju da budu veoma dobro prilagođene, pa zbog toga svega oko 300 vrsta ptica od ukupno 8.700, zavisi od mora.
Morske ptice nisu posebna grupa. Nekoliko porodica se tokom evolucije prilagodilo životu na moru.

## Galebovi
Galebovi su naročito uspešna porodica. Mnogi imaju koristi od ljudi; neki jedu naše smeće, a neki se gnezde na našim zgradama. Galebovi mogu da se vide i po nekoli, kilometara dalje od obale, dok su se neke vrste prilagodile životu na kopnu.

## Pomornici
Pomornici su pravi ptičiji „gusari". Srodnici su galebova, a hrane se tako što prate druge morske ptice, onda ih jure sve dok ove ne ispuste ulovljenu ribu.

## Čigre
Čigre su takođe srodnici galebova. Ovoj porodici pripadaju neki zaista neverovatni putnici, kao što je arktička čigra, koja se seli sa Arktika na Antarktik i nazad, svake godine. Čigre se uglavnom hrane ribom i zbog toga nisu toliko uspešne kao galebovi.
Arktičke čigre sele se od Arktika do Anktarktika, i nazad, svake godine. Ovo je razdaljina od 17.600 km, u jednom pravcu.

## Albatrosi i zovoji
Drugi okeanski putnici su albatrosi i zovoji. Po neobičnom obliku njihovog kljuna ova grupa je dobila naziv „cevonoske". Cev je zapravo uvećana ptičija nozdrva, a uloga joj je u određivanju pravca vazduha koji treba pratiti, ili da bi ptica namirisla kopno ili hranu.

## Kormorani, blune i fregate
Još jedna grupa morskih ptica obuhvata kormorane, blune i fregate. Njihovi načini nalaženja hrane se razlikuju, od dramatičnog zaranjanja obične blune glavom nadole s visine od 15 m do otimanja kojim se koriste fregate, a koje jure i pljačkaju druge morske ptice.

## Pingvini
Pingvini su takođe morske ptice. Svih 16 vrsta živi južno od ekvatora. Oni su neletačice, ali zato plivaju i rone da bi ulovili ribu i druge morske životinje.

## Njorke i zovoji
Svi članovi porodice njorki žive severno od ekvatora. One liče na pingvine, ali za razliku od njih, njorke mogu da lete. Zovoj takođe pripada ovoj porodici. Kao i pingvini, i njorke plivaju, rone i hrane se ribom. Mnoge njorke se gnezde u ogromnim grupama na morskim liticamama. Pre nego što odrastu, mladi će napustiti svoje litice i nestati na moru tokom zime. Velika njorka je pripadala ovoj porodici sve dok i poslednja nije ubijena 1844. godine.
Obični zovoj prstenovan u Velsu, pronađen je u Brazilu 16 dana kasnije. Najmanja brzina kojom je leteo morala je biti 740 km/h.

## Spoljašnje veze
- Bird Pictures & Facts - nationalgeographic